# CD33
Le CD33 (cluster de différenciation 33, également connu sous les appellations Siglec-3, sialic acid binding Ig-like lectin 3, SIGLEC3, SIGLEC-3, gp67, p67) est un récepteur transmembranaire principalement exprimé à la surface des cellules de la lignée myéloïde humaine,. Son gène, CD33, est situé sur le chromosome 19 humain.

## Caractéristiques & structure
Le CD33 est classé dans la superfamille des immunoglobulines du fait de la présence de deux domaines immunoglobulines (IgV et IgC2) au niveau de la partie extracellulaire. La partie intracellulaire comporte des Immunoreceptor tyrosine-based inhibitory motifs (en) impliqués dans la répression de l'activité cellulaire.

## Fonctions
Le CD33 peut lier diverses molécules dotées d'acides sialiques ; ceci déclenche la phosphorylation des Immunoreceptor tyrosine-based inhibitory motifs.

## Implications médicales

### Hématologie
Le CD33 est physiologiquement présent à la surface des cellules de la lignée myéloïde et est donc fréquemment retrouvé sur les cellules cancéreuses dans la leucémie aiguë myéloïde ; il constitue donc une cible thérapeutique pour traiter cette hémopathie. Un médicament, le gemtuzumab ozogamicine, comportant un anticorps anti-CD33, a été développé et est indiqué dans le traitement de cette maladie,.